# Штрайнер, Рассел
Рассел Штрайнер (англ. Russell Streiner; род. 6 февраля 1940, Питтсбург, Пенсильвания, США) — американский продюсер, актёр и писатель. Наиболее известен по роли Джонни в культовом фильме ужасов «Ночь живых мертвецов» (1968), в котором также выступил продюсером.

## Биография и карьера
Рассел Уильям Штрайнер родился 6 февраля 1940 года в Питтсбурге, штат Пенсильвания.
В молодости познакомился с Джорджем Ромеро и Джоном Руссо. Первая встреча Штрайнера и Ромеро состоялась в театре, в гримёрной у Рассела, который на тот момент был актёром.
В 1968 году 28-летний Штрайнер выступил одним из продюсеров и исполнил роль Джонни (брата главной героини) в первом фильме в жанре зомби-хоррор «Ночь живых мертвецов» режиссёра Джорджа Ромеро. Фильм был признан классикой, а фраза его персонажа «Они идут за тобой, Барбара!» (англ. They're coming to get you, Barbara!) стала культовой. Фанаты запомнили Штрайнера как парня, который дразнит свою сестру на кладбище и становится первой жертвой ожившего мертвеца, и водит чёрный Pontiac Le Mans 1967 года.
Несколько лет работал в рекламной сфере и продолжал работать с Ромеро, в частности, Штрайнер продюсирует его романтическую комедию «Как мухи на мёд» (необычный жанр для этого режиссёра), а также снимается в небольшой роли проповедника в слэшере «Полицейский-убийца».
В начале 1970-х годов отношения у Ромеро со Штрайнером и Руссо сильно испортились из-за того, что режиссёр нанял продюсера Элвина Крофта для работы над следующим фильмом, «Сумасшедшие», и тот внёс многие изменения, которые не понравились его друзьям. С тех Штрайнер и Руссо прекратили общение с Ромеро.
В 1985 году по сценарию Рассела Штрайнера был снят комедийный фильм ужасов «Возвращение живых мертвецов», который позднее также стал культовой классикой.
В 1990 году Штрайнер стал исполнительным продюсером ремейка «Ночи живых мертвецов», а также появился в качестве камео в роли шерифа МакКелланда. В том же году он основал некоммерческую организацию Pittsburgh Film Office (PFO).
До 2014 года был соруководителем киносъёмочной программы Джона Руссо в школе бизнесе ДюБуа в Пенсильвании.

## Личная жизнь
Старший брат Гэри Штрайнера, который тоже работал с Ромеро.
На съёмках «Ночи» Рассел Штрайнер познакомился с актрисой Джудит Ридли, с которой они начали встречаться в конце 1960-х годов и через некоторое время поженились. Дочь, Джессика Штрайнер, стала актрисой.

## Фильмография

### Продюсер
- 1968 — Ночь живых мертвецов / Night of the Living Dead
- 1971 — Как мухи на мёд / There's Always Vanilla
- 1990 — Ночь живых мертвецов (ремейк) / Night of the Living Dead
- 1991 — Ночь дня рассвета сына невесты возвращения мести ужаса атаки злобных мутировавших чужих плотоядных восставших из ада зомбированных живых мертвецов. Часть 2: в шокирующем 2-D формате / Night of the Day of the Dawn of the Son of the Bride of the Return of the Revenge of the Terror of the Attack of the Evil, Mutant, Alien, Flesh Eating, Hellbound, Zombified Living Dead Part 2: In Shocking 2-D

### Актёр
- 1968 — Ночь живых мертвецов / Night of the Living Dead — Джонни Блэр
- 1971 — Как мухи на мёд / There's Always Vanilla — ассистент режиссёра из рекламы пива
- 1986 — Полицейский-убийца / The Majorettes — проповедник
- 1990 — Ночь живых мертвецов (ремейк) / Night of the Living Dead — шериф МакКелланд
- 2016 — Мой дядя Джон стал зомби! / My Uncle John Is a Zombie! — священник Хотчкисс

### Сценарист
- 1985 — Возвращение живых мертвецов / The Return of the Living Dead (рассказ)

### Специальная благодарность
- 2014 — Холод в июле / Cold in July (благодарность от продюсеров фильма)